# Elektromos fluxus
Az elektromos fluxus az elektromos tér fluxusa.
Az elektromos fluxus arányos egy adott felületen áthaladó erővonalak számával. Pontosabban az E elektromos térerősség megszorozva a felületnek a térre merőleges komponensével. Egy infinitezimálisan kicsi {\displaystyle \mathrm {d} \mathbf {A} } felületre eső fluxus nagysága {\displaystyle \mathrm {d} \Phi _{E}=\mathbf {E} \cdot \mathrm {d} \mathbf {A} }.

Az elektromos fluxus egy S felületre:
{\displaystyle \Phi _{E}=\int _{S}\mathbf {E} \cdot \mathrm {d} \mathbf {A} }
ahol
E az elektromos tér
dA az S felület egy differenciális része, és melynek irányát egy kifelé mutató felületi normális írja le.

Egy zárt gaussi felületre a fluxus:
{\displaystyle \Phi _{E}=\oint _{S}\mathbf {E} \cdot \mathrm {d} \mathbf {A} ={\frac {Q_{S}}{\varepsilon _{0}}}}
ahol QS a felület által körülvett töltés (beleértve a szabad és kötött töltéseket is) és ε0 a vákuum permittivitása.

Ez az összefüggés az elektromos mezőre érvényes Gauss-törvény integrális alakja, a négy Maxwell-egyenlet egyike.
Az elektromos fluxus egysége SI-mértékegységben: volt méter (V m), vagy a vele ekvivalens, newton négyzetméter per coulomb, (N m2 C−1), azaz: kg•m3•s−3•A−1.

## Külső hivatkozás
- http://hyperphysics.phy-astr.gsu.edu/Hbase/electric/gaulaw.html#c3

## Fordítás
Ez a szócikk részben vagy egészben  az   Electric flux című angol Wikipédia-szócikk ezen változatának fordításán alapul.  Az eredeti cikk szerkesztőit annak laptörténete sorolja fel. Ez a jelzés csupán a megfogalmazás eredetét és a szerzői jogokat jelzi, nem szolgál a cikkben szereplő információk forrásmegjelöléseként.